# Alex Raymond

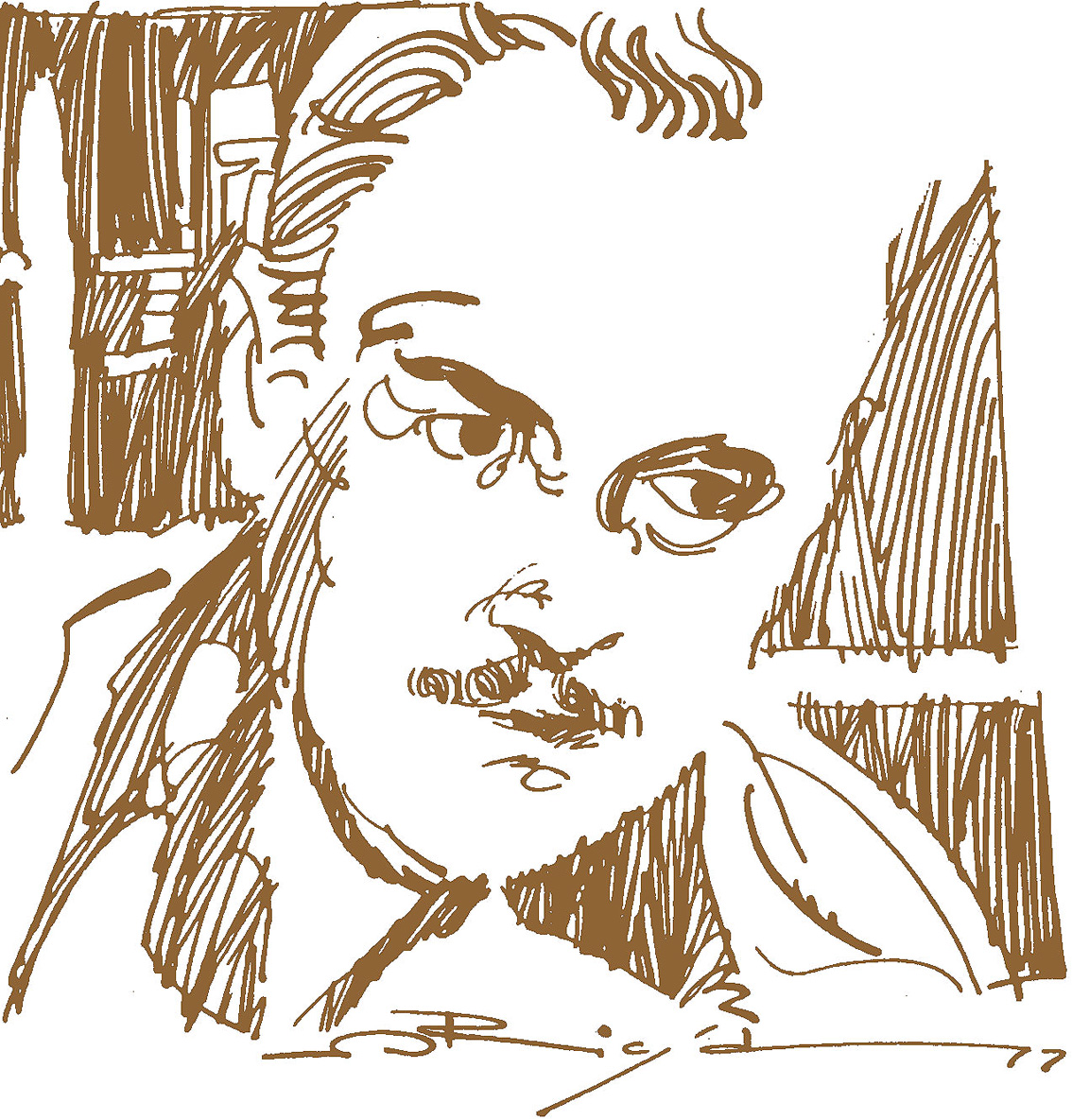
Alex Raymond (portret door Graziano Origa, 1977)

Alex Raymond, voluit Alexander Gillespie Raymond, (New Rochelle (New York), 2 oktober 1909 – Westport (Connecticut), 6 september 1956) was een Amerikaanse striptekenaar. Hij is het meest bekend om zijn creatie Flash Gordon die hij maakte voor King Features Syndicate in 1934. Raymonds bekendste werk is diverse keren verfilmd, ook zijn er serials gemaakt die op zijn creatie zijn gebaseerd.
Raymonds stripwerk beperkte zich niet tot Flash Gordon. Hij creëerde meerdere stripfiguren, waaronder Geheim agent X-9, Rip Kirby, Jungle Jim,  Tim Tyler's Luck, enTillie the Toiler.

## Leven
Alex Raymond werd geboren in New Rochelle in de staat New York, en ging naar een katholieke school. Zijn eerste baan was als postbesteller in Wall Street. In de nasleep van de economische crisis van 1929 schreef hij zich in op de Grand Central School of Art in de stad New York en ging werken bij een hypotheekmakelaar. 
Zijn voormalige buurman Russ Westover introduceerde Raymond in de stripwereld. Hij stopte al snel met zijn baan en assisteerde Westover met diens strip Tillie the Toiler Als gevolg hiervan werd Raymond geïntroduceerd bij "King Features", waar hij een vaste betrekking kreeg als tekenaar en voor wie hij zijn belangrijkste strips ging tekenen.
Raymond werd beïnvloed door een verscheidenheid aan striptekenaars en tijdschriftillustratoren, waaronder Matt Clark, Franklin Cabine en John La Gatta. Vanaf eind 1931 tot 1933 assisteerde Raymond Lyman Young met Tim Tylers Luck en als een soort "ghostkunstenaar" werkte hij aan diverse stripreeksen van anderen. Gelijktijdig hielp Raymond mee aan de chique strip Blondie. 
In 1933 kreeg hij van King Features de spionageactie-avonturenstrip Geheim agent X-9 toegewezen op scenario van Dashiell Hammett. De illustratieve benadering van Raymond met deze strip zou hem tot hem een van de toonaangevende tekenaars van King Features maken. Zijn realistische tekenstijl en gebruik van bevedering (een schaduwtechniek waarbij een zachte reeks parallelle lijnen helpt om de contour van een object te suggereren) heeft diverse generaties striptekenaars geïnspireerd.
In 1944 trad Raymond tot het United States Marine Corps en diende in het Pacific Theatre tijdens Tweede Wereldoorlog.
Op 6 september 1956 overleed Raymond samen met medecartoonist Stan Drake bij een auto-ongeluk in Westport (Connecticut) . Raymond is begraven in St. John's rooms-katholieke begraafplaats in Darien (Connecticut).
Hij was oudoom van de acteurs Matt Dillon en Kevin Dillon. Zijn jongere broer Jim Raymond was ook striptekenaar.

## Prijzen
Alex Raymond ontving een Reuben Award van de National Cartoonists Society in 1949 voor zijn werk aan Rip Kirby.
- Bibsys: 90167044
- Biblioteca Nacional de España: XX917645
- Bibliothèque nationale de France: cb119212691 (data)
- Catàleg d'autoritats de noms i títols de Catalunya: 981058514068206706
- Gemeinsame Normdatei: 13918399X
- International Standard Name Identifier: 0000 0000 7106 255X
- Library of Congress Control Number: n85247606
- National Archives and Records Administration: 10569376
- Nationale Bibliotheek van Tsjechië: js20030908006
- Nationale Bibliotheek van Israël: 987007266961605171
- Nederlandse Thesaurus van Auteursnamen: 069676763
- RKD-Nederlands Instituut voor Kunstgeschiedenis: 259784
- Istituto Centrale per il Catalogo Unico: RAVV077917
- LIBRIS: 228151
- SNAC: w669998h
- Système universitaire de documentation: 076064875
- Trove: 1535224
- Union List of Artist Names: 500123882
- Virtual International Authority File: 73859027
- WorldCat: E39PBJx8FJMBqxKDgDccGTjjYP